# Blue Tip
Blue Tip (с англ. — «Синий Наконечник») — песня американской рок-группы The Cars, первый трек с альбома Move Like This.

## О песне
Песня была написана и спета вокалистом, ритм-гитаристом и автором песен Риком Окасеком. Продюсером выступил Джекнайф Ли, это одна из пяти песен с альбома, спродюсированных Ли.
Первоначально песня была предварительно выложена группой в качестве 73-секундного семпла на их странице в Facebook в октябре 2010 года. Полное видео на песню было выпущено 17 февраля 2011 года.
Музыкальное видео было спродюсировано Эроном Окасеком, одним из сыновей Рика.

## Приём
Billboard описал клип на песню как «своеобразный», а Окасека как «обладающего той же вокальной силой и чувством запоминаемости, что и в таких хитах The Cars, как My Best Friend’s Girl». Элизабет Нельсон из NPR назвала песню «сверкающей поп-жемчужиной», похвалив музыкальную структуру песни и «абсолютно безжалостный припев». По мнению рецензента Rolling Stone Энди Грина, «низкотехнологичная постановка видео хорошо сочетается с винтажным характером песни».

## Другие появления
Перед выпуском на альбоме Move Like This в мае 2011 года, песня была выпущена на двадцать пятом в общем и единственном с альбома сингле Sad Song. Сингл достигал 33-го места в чарте Billboard Rock Songs.

## Участники записи
- Рик Окасек — ведущий и бэк-вокал, гитары, клавишные
- Эллиот Истон — гитары, бэк-вокал
- Грег Хоукс — клавишные, гитары, бас-гитара, бэк-вокал
- Дэвид Робинсон — ударные, перкуссия, бэк-вокал